# アンドレイ・アレクサンドロヴィチ (ウラジーミル大公)
アンドレイ・アレクサンドロヴィチ（Андрей Александрович、1255年頃 - 1304年）は、アレクサンドル・ネフスキーの三男。母はポロツク公女アレクサンドラ（ブリャチスラフ・ヴァシリコヴィチの娘）。
ゴロジェッツおよびコストロマ公。1294年以降ウラジーミル大公。

## 事跡
1277年にカフカースのタタールに向けて遠征。
1281年以降、ウラジーミル大公位をめぐり、兄ドミトリー・アレクサンドロヴィチと争う。その際、タタールを唆してこれを味方に付けてドミトリーと戦う場合が多かった（1281年、1285年、1293年デュデンの侵寇）。
1294年にロストフ公ドミトリー・ボリソヴィチの娘ヴァシリサと結婚。この年に兄が死去し、ウラジーミル大公を確保した。
1304年に死去。彼の三人の息子は父親より早くに亡くなっており、ウラジーミル大公位は従兄弟のトヴェリ公ミハイル・ヤロスラヴィチに移る。